# Markt 13 (Dettelbach)

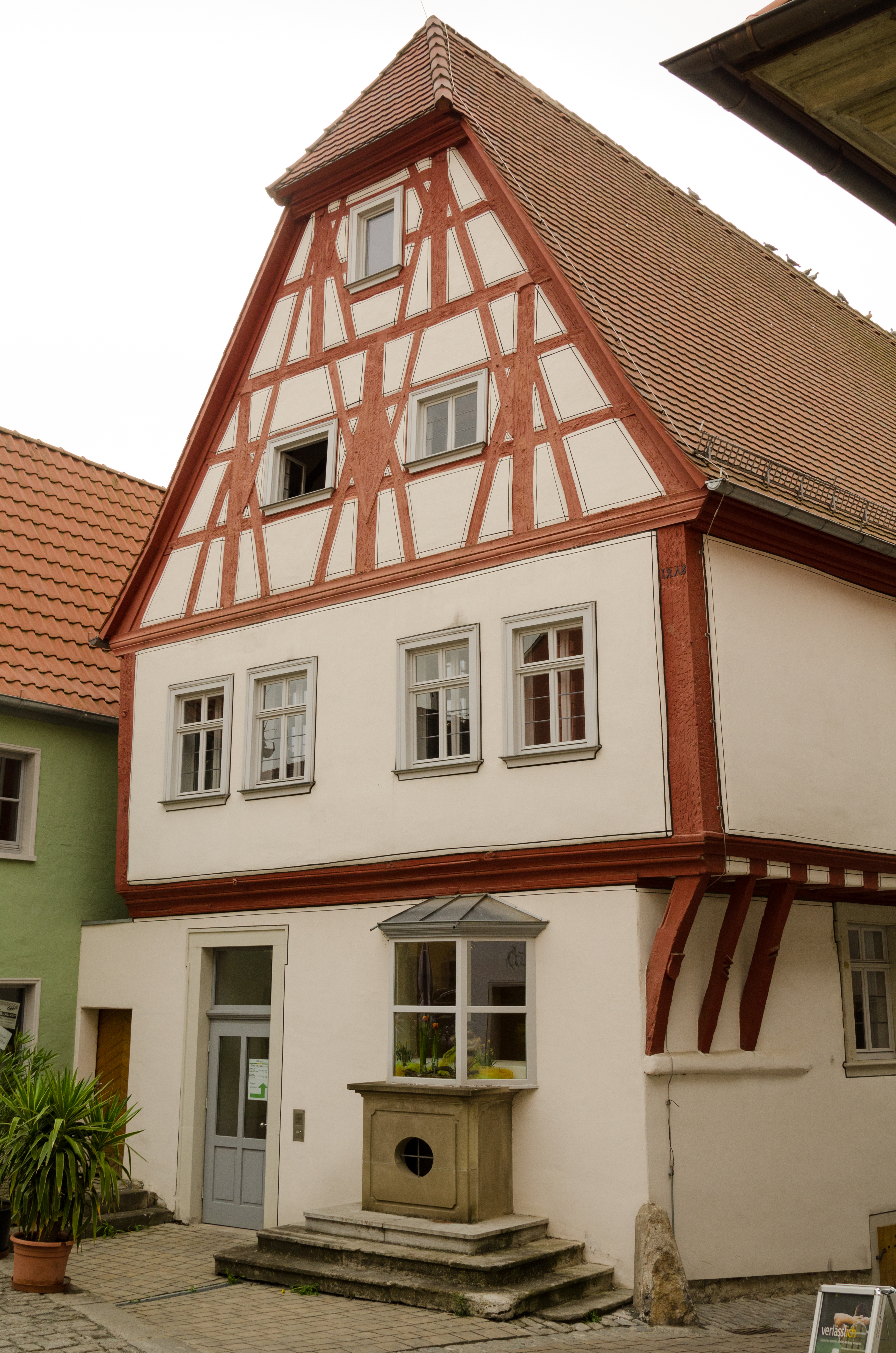
Haus Markt 13 in Dettelbach

Das Haus Markt 13 (auch Baumannsches Haus, früher Hausnummer 181) ist ein denkmalgeschütztes Gebäude in der östlichen Altstadt des unterfränkischen Dettelbach. Das Anwesen stammt aus dem 15. Jahrhundert und ist damit das älteste erhaltene Wohnhaus der Stadt.

## Geschichte
Das Haus am Markt 13/Ecke Bohnmühlgasse bildet heute den nordwestlichen Abschluss des Marktplatzes von Dettelbach. Im Zuge der Stadterhebung von 1484 wurde die Siedlung unter dem Würzburger Fürstbischof Rudolf II. von Scherenberg ausgebaut. Am Markt kam es zu einer Verdichtung der Wohnstrukturen. Wahrscheinlich entstand das Haus zu dieser Zeit, eine Inschrift am rechten Eckpfosten des ersten Obergeschosses datiert auf das Jahr 1478. Das Haus kann somit als das älteste Anwesen der Stadt bezeichnet werden.
Die Lage am Marktplatz prägte auch in den folgenden Jahrhunderten die Geschichte des Hauses. Seine Lage am Endpunkt einer wichtigen Handelsstraße, die von Würzburg kommend Dettelbach erreichte, führte zu einer Ansiedlung von Gewerbebetrieben in dem Eckhaus. Spätestens seit dem 17. Jahrhundert sind Krämer als Besitzer des Anwesens nachzuweisen. Später betrieb man hier eine Lebküchnerei, um die vielen Pilger zur Wallfahrtskirche Maria im Sand mit Essbarem zu versorgen.
Im 18. Jahrhundert verschwand das repräsentative Fachwerk des Hauses unter einer Putzschicht, die erst im 19. Jahrhundert wieder freigelegt wurde. Lange Zeit lebte im Haus die Familie Baumann, die dem Haus auch seinen zweiten Namen gab. Die Bäckerei der Familie wurde erst zu Beginn der 1970er Jahre aufgegeben. In der Folgezeit nutzte man das Anwesen als Wohnhaus. Im Jahr 2008 nahm die Stadt Dettelbach einige Umbaumaßnahmen am Gebäude vor. Es wurde nun zu einem Teil des Kultur- und Kommunikationszentrum (KUK) umgewandelt, in dem die Ausstellung des Museums „Pilger & Wallfahrer“ untergebracht ist. Beim Umbau wurden Teile der Fachwerkfassade neuerlich verputzt.

## Beschreibung

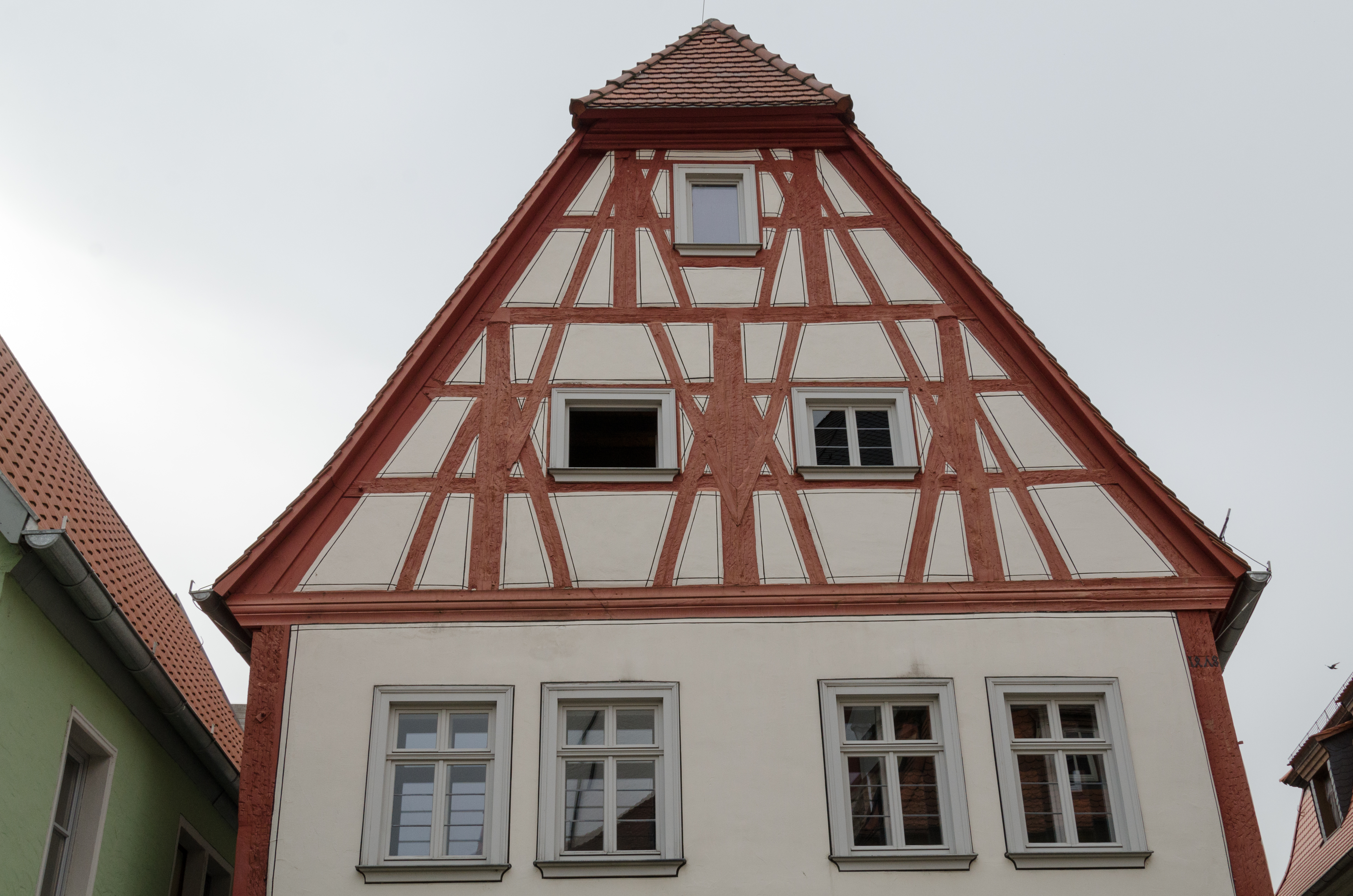
Der Giebel mit den verblatteten Fachwerkkonstruktionen

Das Haus Markt 13 wird vom Bayerischen Landesamt für Denkmalpflege als Baudenkmal eingeordnet. Untertägige Überreste von Vorgängerbauten sind als Bodendenkmal vermerkt. Daneben ist es ein wichtiger Teil des Ensembles Altstadt Dettelbach. Es präsentiert sich als zweigeschossiges Giebelhaus. Das Erdgeschoss wurde gemauert, ein Verkaufsfenster mit Metalldach erinnert an die Zeit, als hier eine Bäckerei untergebracht war. Das Anwesen schließt mit einem Krüppelwalmdach ab.
Das Erdgeschoss mit dem Verkaufstisch und dem -fenster, die von einer umlaufenden Treppe erschlossen werden, besitzt eine Tür aus dem 19. Jahrhundert. An der Traufseite sind zwei Kellertüren und zwei teilweise zugemauerte Rundbogentore zu erkennen. Die Durchfensterung des Baus übernehmen die Einzel- und Doppelfenster, die zum Teil noch aus dem 15. Jahrhundert stammen. Unter anderem ist im Sturz ein Doppelfenster mit dreischenkeligem Vorhangbogen zu erkennen. Ein profilierter Gesimsbalken leitet zum Obergeschoss über.
Das Fachwerk des Obergeschosses weist einige Besonderheiten auf, die das Haus überregional bedeutsam machen. Um mehr Platz auf dem kleinen Grundstück zu schaffen, das an seiner breitesten Stelle nur etwa 9 m aufweist, wurden lange, geschweifte Knaggen angebracht. Ebenfalls gotischen Charakter besitzen die Verriegelungen durch langgestreckte Kopfbänder. Sie wurden (heute durch den Verputz verdeckt) im Obergeschoss durch Kopf- und Fußbänder an der Schwelle bzw. am Rähm befestigt.
Das Dachgeschoss wird von der Konstruktionsweise des sogenannten Wilden Mannes dominiert. Fuß- und Kopfstreben wurden mit Pfosten, Hals- und Brustriegel verblattet. Bis ins 16. Jahrhundert wurde das Fachwerk verblattet, erst später tauchte das Verzapfen der Bauteile auf. Zur Dachschräge hin tauchen auch Verzapfungen auf, weswegen hier auf einen Umbau geschlossen werden kann. Mit 1536 tauchte während der Renovierungen zu Beginn des 21. Jahrhunderts auch eine weitere Inschrift am Bau auf. Damals könnten erste Umbauten am Haus vorgenommen worden sein.